# Acanthoderes noguerai
Acanthoderes noguerai es una especie de escarabajo del género Acanthoderes, familia Cerambycidae. Fue descrita científicamente por Chemsak & Hovore en 2002.
Se distribuye por México. Posee una longitud corporal de 12-16 milímetros. El período de vuelo de esta especie ocurre en los meses de mayo, junio, julio, agosto, septiembre, octubre y diciembre.
La dieta de Steirastoma noguerai comprende plantas de la familia Salicaceae, entre ellas, varias especies del género Salix.